# Émilie du Châtelet
Gabrielle Émilie Le Tonnelier de Breteuil, Marquise du Châtelet, Émilie du Châtelet, född 17 december 1706, död 10 september 1749, var en fransk matematiker, fysiker och författare. Hon var välkänd under sin levnadstid, men på grund av sitt långvariga och uppmärksammade kärleksförhållande med den franska upplysningsförfattaren Voltaire var hon länge efteråt sedd som bihang till denna stora tänkare och hennes verk och prestationer skymdes. Under 2000-talet har hennes publikationer och forskning belysts och hon räknas idag som en av de första kvinnliga forskarna.

## Vetenskapliga undersökningar och publikationer

### Värme och Ljus
Kring 1738 publicerade Émilie, som första kvinna, sin uppsats Dissertation sur la nature et la propagation du feu i en skrivartävling sponsrad av Académia Royale des Sciences. Uppsatsen grundar sig på hennes undersökningar kring eld, och beskriver bland annat vad som senare kommer att bli känt som infraröd strålning. Hon vann inte tävlingen men artikeln publicerades likväl och bemöttes positivt.

### Institutions de Physique
Émilies bok Institutions de Physique (”Lektioner i fysik”) gavs ut 1740 och presenterades som en genomgång av nya tankar inom vetenskap och filosofi för hennes 13-åriga son, och omfattar komplexa tankegods av dåtidens stora vetenskapsmän. I denna bok förklarar hon doktriner av Descartes, Leibniz och Newton. Hon kombinerade även teorier av Gottfried Leibniz med praktiska observationer av Willem 's Gravesande för att påvisa att energin för ett objekt i rörelse är proportionellt till dess massa och kvadraten av dess hastighet (E ~ mv2), och inte direkt proportionellt som det tidigare hade beskrivits av Newton, Voltaire och andra. Denna publikation förärade henne en plats som medlem i vetenskapsakademien i Bologna 1746.

### Principia
Samma år som hon dog slutförde hon ett arbete som idag anses vara hennes största bedrift vilket är en fransk översättning, med egna kommentarer, av Newtons Principia, som även innehåller hennes slutsatser kring mekanik och energiprincipen. Det blev ett viktigt arbete för att göra Newtons idéer mer tillgängliga och hennes översättning är fortfarande den franska standardöversättningen av detta verk.

### Bidrag till filosofin
Utöver det hon bidrog till fysiken så publicerade Émilie du Châtelet många filosofiska verk som blev stora under sin tid. Hon är, inom filosofin, ihågkommen till stor del för sin kritik av de franska materialisterna och av den engelska filosofen John Locke. Hennes översättning och kommentar av den anglo-holländska filosofen Bernard de Mandevilles bok The Fable of the Bees blev hennes första litterära verk. I förordet argumenterar hon rikligt för kvinnors utbildning och menar att ett nekande av utbildning till kvinnor förhindrar dem från att bli framstående inom akademiska och vetenskapliga ämnen. Hon skrev: "Jag erkänner att om jag vore kung hade jag utfört följande experiment. Jag hade korrigerat detta ovett som har förminskat hela halva människosläktet. Jag skulle få kvinnor att delta i alla mänsklighetens privilegier, särskilt sinnets".

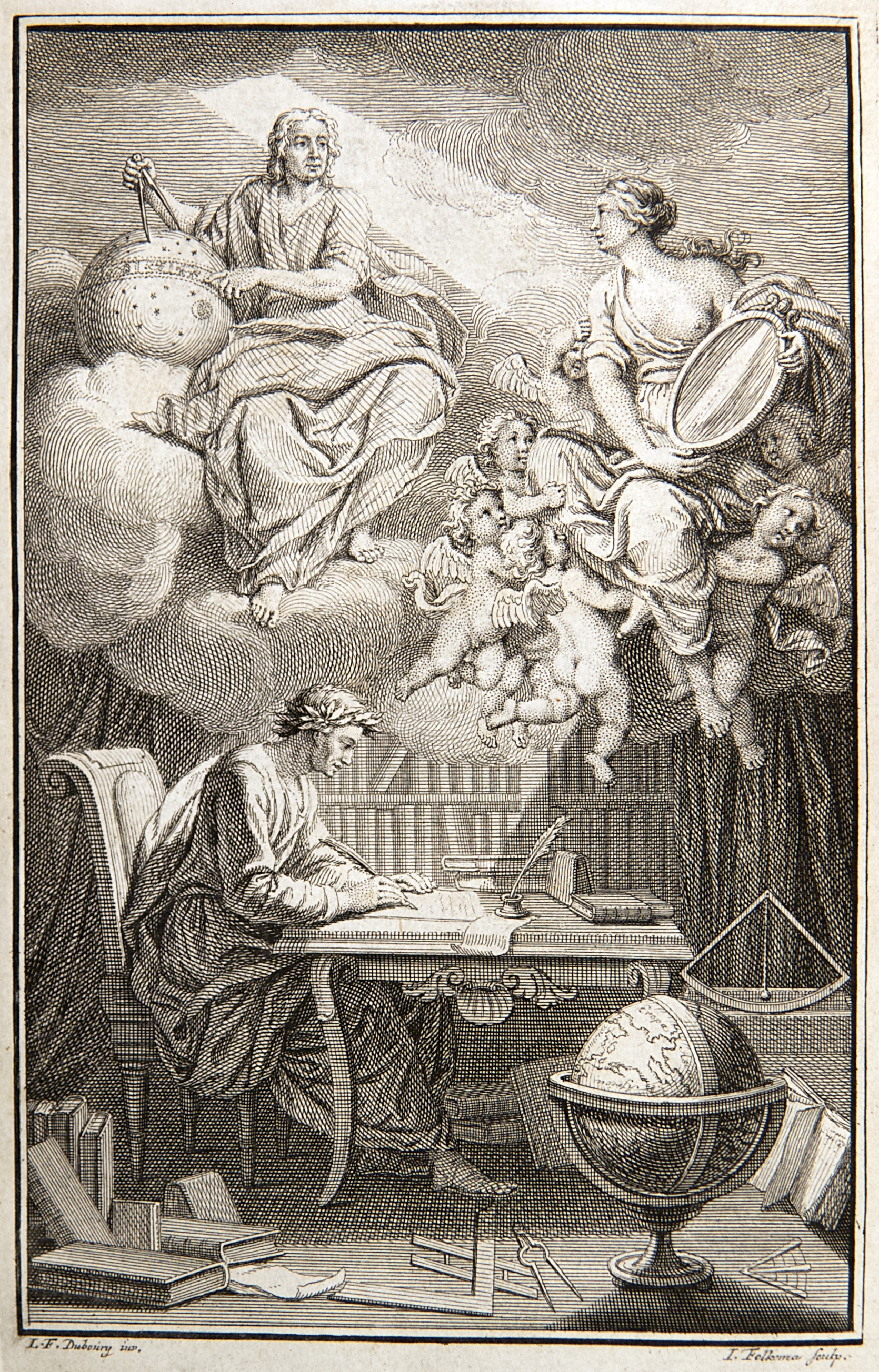
Försättsblad till Voltaires Eléments de la philosophie de Newton från 1738 där Châtelet avbildas som Voltaires musa som speglar Newtons himmelska insikt ner på Voltaire.

## Biografi

### Uppväxt
Émilie var dotter till Louis Nicolas le Tonnelier de Breteuil, en hög ämbetsman  inom Louis XIV:s hov. Hans position placerade honom i det franska hovets sociala centrum vilket gav familjen en mycket hög status. Hennes mor, Gabrielle Anne de Froulay, växte upp i ett kloster.
Émilies far gav henne samma utbildning som hennes två bröder vilket omfattade fäktning, ridning, och gymnastik men även i språk, så att hon vid tolv ås ålder talade latin, italienska, grekiska och tyska; och hon kom att publicera franska översättningar av grekiska dramer och filosofi. Däremot fick hon inte, till skillnad från sina bröder, lektioner i matematik och metafysik. Trots detta utvecklade hon ett intresse för matematik och vetenskap och hennes far introducerade henne till flera vetenskapsmän inom den franska societeten, bland annat den franska författaren Bernard le Bovier de Fontenelle.

### Giftermålet och kärleksaffärerna
Den 20 juni 1725 gifte hon sig med militären Marquis Florent-Claude du Chastellet, och blev därmed Marquise du Chastellet (stavningen Châtelet introducerades av Voltaire, och är numera standard). Giftermålet var arrangerat och efter att hon fött tre barn bestämde sig de båda att leva skilda liv och Émilie kunde fortsätta utbilda sig, forska och leva sitt eget liv. I överklassens Frankrike vid denna tiden var det accepterat för både män och kvinnor att ha älskare och älskarinnor. Émilie hade tre kärleksaffärer innan hon träffade Voltaire, bland annat med Louis François Armand de Vignerot du Plessis de Richelieu som kom att uppmuntra henne att utbilda sig inom högre matematik. Lärare blev matematikern, astronomen och fysikern Pierre de Maupertuis, medlem av vetenskapsakademien och anhängare av Newtons idéer.
Émilie du Châtelet bjöd in Voltaire att bo i hennes lantresidens vid Cirey-sur-Blaise i Haute-Marne i nordöstra Frankrike och de kom att bli livskamrater. Där studerade hon fysik och matematik, publicerade vetenskapliga artiklar och översättningar.

### Senare liv
Eftersom hon var en auktoritär kvinna fick hon många fiender men även en mängd livslånga relationer och korrespondenser med några av tidens stora inom sina respektive fält. Förutom sina vetenskapliga publikationer och översättningar skrev hon även om religion och var en skicklig lingvist och musiker. I sin bok Discours sur le bonheur, skriven 1746 och publicerad 1749, försvarar hon sin passion för sex och spel i samma andetag som för studier och vetgirighet.
Émilie du Châtelets sista kärleksaffär visade sig vara fatal. Vid en ålder av cirka 40 hade hon en affär med poeten Jean François de Saint-Lambert vilket resulterade i att hon blev gravid. Hon födde barnet men dog sex dagar senare av en embolism vid 42 års ålder. Med vid dödsbädden fanns hennes man, hennes älskare och Voltaire.
Voltaire skrev bland annat att du Châtelet var "en stor man vars enda skavank var att hon var en kvinna".

## Eftermäle
Nedslagskratern Du Châtelet på planeten Venus och asteroiden 12059 du Châtelet är uppkallade efter henne.

## Övrigt
Émilie du Châtelet är huvudroll i tre pjäser i hennes ära: Legacy of Light av Karen Zacarías; Émilie: La Marquise Du Châtelet Defends Her Life Tonight av Lauren Gunderson och Urania: the Life of Émilie du Châtelet av Jyl Bonaguro. Utöver det även operan Émilie of Kaija Saariaho som handlar om de sista tiden i hennes liv.